# Regina Benjamin
Regina Marcia Benjamin, née le 26 octobre 1956 à Mobile en Alabama, est une médecin américaine. Elle est la 18e administratrice de la santé publique des États-Unis, de 2009 à 2013.

## Biographie

### Jeunesse et formation
En 1979, Regina Benjamin obtient un Bachelor of Science (licence) de chimie à l'université Xavier de Louisiane. De 1980 à 1982, elle suit ses études de médecine à la Morehouse School of Medicine (en), à Atlanta, en Géorgie. En 1984, elle obtient son doctorat en médecine. Elle effectue son stage post-doctoral en 1987, au The Medical Center, Navicent Health (en). Ses études sont financées par le National Health Service Corps (en), organisme qui aide financièrement les étudiants en médecine en échange d'un engagement à travailler, pendant trois ans, dans un désert médical. En 1990, Regina Benjamin fonde la clinique Bayou La Batre Rural Health, et en 1991, elle obtient un MBA à l'université Tulane de La Nouvelle-Orléans,.

### Carrière médicale

#### Engagements
Tout au long de sa carrière, Regina Benjamin est active dans des groupes consultatifs et organisations médicales. De 1986 à 1987, elle est membre du Women in Medicine Panel de l'Association médicale américaine (AMA). En 1995, elle est élue au conseil d'administration de l'AMA, devenant la première personne de moins de quarante ans et afro-américaine à exercer une telle responsabilité. En 2002 et 2003, elle préside l'AMA, première femme afro-américaine présidente d'une société médicale d’État. De 1996 à 2002, elle siège au conseil d'administration pour les droits humains. Elle reçoit en 1998 le prix Nelson Mandela pour la santé et les droits humains. Travaillant à la faculté de médecine de l'université de l'Alabama du Sud, elle est responsable de l'enseignement à distance en télémédecine de l'université de 2000 à 2001, dont le programme propose des soins de santé et un enseignement médical aux cliniciens et patients des zones rurales grâce à un réseau de télécommunications.

#### 1990-2008
De 1990 à 1995, elle est directrice médicale de plusieurs maisons de retraite et effectue une mission médicale au Honduras. 
Regina Benjamin est l'unique médecin de Bayou La Batre. Sa patientèle est défavorisée : plusieurs patients ne sont pas assurés et ne peuvent donc pas payer les soins (80 % des 2 500 habitants de Bayou la Batre vivent en dessous du seuil de pauvreté), ce qu'elle prend en compte dans la tarification. La clinique doit être reconstruite trois fois : en 1998, à cause de l'ouragan Georges, en 2005 à cause de l'ouragan Katrina, et en 2006 à cause d'un incendie. Après la destruction par l'ouragan Katrina, elle hypothèque sa maison pour financer la réparation, et, pendant la reconstruction de la clinique, soigne ses patients par des visites à domicile. En 2008, elle reçoit une bourse de la Fondation John D. et Catherine T. MacArthur pour son engagement médical auprès de patients défavorisés,.

### 2009-2013: administratrice de la santé publique des États-Unis
En juillet 2009, le président des États-Unis Barack Obama la nomme administratrice de la santé publique. En octobre, le Sénat confirme cette décision à l'unanimité. Ce poste permet à Regina Benjamin d'offrir des soins médicaux aux personnes n'ayant pas les moyens de les payer. Alors que le gouvernement travaille à réformer la santé, elle promet de communiquer « directement avec le peuple américain, pour l'aider à faire face aux changements qui pourraient survenir avec la réforme des soins de santé », et de s'assurer que « personne ne passe à travers les mailles du filet ».
Après son entrée en fonction, Regina Benjamin axe son travail sur les mesures préventives. La loi Patient Protection and Affordable Care Act passe en 2010 et exige la création d'un Conseil national de prévention, de promotion de la santé et de santé publique, qu'elle préside. En 2011, le Conseil publie une « stratégie nationale de prévention », plan pour un mode de vie sain. Elle encourage l'allaitement maternel, et, en 2013, lance une campagne pour inciter les Américains à marcher. En 2013, elle démissionne de son poste d'administratrice de la santé publique.

### Depuis 2013
Après avoir quitté son poste, elle est active dans la prévention contre les violences sexuelles faites aux enfants. Elle est présidente de la faculté de sciences de santé publique de l'université Xavier de Louisiane.

## Honneurs et distinctions
- 1998 : lauréate du Nelson Mandela Award for Health and Human Rights[11],[12]
- 2006 : récipiendaire de la médaille Pro Ecclesia et Pontifice qui lui remise par le pape Benoit XVI[13],[14]
- Docteure honoris causa du Dartmouth College, de l'Institut polytechnique Rensselaer, de Albany College of Pharmacy and Health Sciences, de la faculté de médecine de l'université de Rochester et du Elizabethtown College (en).